# Половинка Наталія Юхимівна
Ната́лія Полови́нка (нар. 27 липня 1965, Ольгопіль) — українська акторка, співачка, викладачка, лауреатка Національної премії України імені Тараса Шевченка (2006).

## Біографія
Народилася в учительській сім'ї Юхима і Олени Колісників. Перші роки провела в Кіцмані.
У 1973–1980 роках навчалася в Ольгопільській середній школі, у 1980–1984-му — у Вінницькому музичному училищі імені Миколи Леонтовича.
1984-1989 — Львівська державна консерваторія імені Миколи Лисенка, клас фортепіано в професорки Марії Тарнавецької.
1991 — стажування у Центрі Єжи Ґротовського (Понтедера, Італія).
З 1989 року живе у Львові. Має дочку Ганну.
Була одружена з Василем Половинкою, який трагічно загинув в 35 років.

## Мистецька й педагогічна діяльність
Від 1988-го до 2007 року Наталія Половинка — акторка та музична керівниця театру імені Леся Курбаса. Ролі:
- Гецогиня де Гіз (Александр Дюма, «Двір Генріха III»),
- Муза («Сад нетанучих скульптур» і "Сніг за поемами Ліни Костенко).
- Мати, Люда («Між двох сил» і «Закон» за Володимиром Винниченком),
- Пішек («Благодарний Еродій» за Григорієм Сковородою),
- Йоганна та Прочанин («Апокрифи» за Лесею Українкою),
- Євдокія Романівна («Сни» та «Забави для Фауста» за Федором Достоєвським),
- («Хвала Еросу» та «Silenus Alcibiadis» за Платоном),
- Галя-Причинна-Україна («Марко Проклятий, або Східна легенда» за поезіями Василя Стуса).

Половинка провадила співочу майстерню в театрі, створила музичне оформлення до вистав «Апокрифи», «Сни», «Хвала Еросу» та «Silenus Alcibiadis», є музичною режисеркою вистав «Благодарний Еродій», «Марко Проклятий» та ін.
1991 рік, стажування у Центрі Єжи Ґротовського (Понтедера, Італія) дає поштовх для усвідомлення призначення і початку персональної творчої дороги — Половинка створює персональні проєкти:
- вистава «Вони йдуть» у співпраці з режисером С. Ковалевичем,
- «Homo Ludens», «Колодязь» з музикантом Ю. Яремчуком,
- «В чистім полі».

2001 року спільно з режисером Сергієм Ковалевичем Наталія Половинка засновує міжнародний мистецький центр «Майстерня пісні», стрижнем ідеології якого є — модель особистого розвитку, що базується на законах Традиції і традиційних технологіях і здійснюється в сучасному соціокультурному просторі у сучасних художніх формах. Це громадська організація, у якій працюють 20 осіб із усього світу, опираючись на три засади: зв'язок із цією землею, зв'язок зі світом, пов'язання з цією державою. «Майстерня пісні» реалізувала численні міжнародні проєкти. Зокрема, Половинка спільно з Ковалевичем є авторкою музичних і театральних проєктів «Майстерні пісні»:
- «ІРМОС. Давні духовні напіви України» — триває з 2000 р.,
- Вистава «Квітка-невіста» — 2001,
- Вистава «Вість літа» — 2001,
- Проєкт «РАСА», вистава «У неділю рано»,
- «По Рождеству»,
- Міжнародні проєкти «Собор», «Весілля» та ін.

Створивши оригінальну методологію роботи з голосом, Половинка веде майстерні голосу та співу в Колумбійському, Пенсильванському, Єльському університетах (США), Уельському університеті (Велика Британія), викладає в студії «Ательє» Міжнародного інституту Єжи Ґротовського (Польща).
З 2008 року солістка та викладачка Державної академічної чоловічої хорової капели хлопчиків та юнаків «Дударик» (Львів).
У 2010 — Наталія Половинка створює Львівський муніципальний театральний, художньо-дослідницький та освітній центр «Слово і голос» і стає його художньою керівницею та акторкою.
Половинка співпрацює з Академічною чоловічою хоровою капелою України імені Миколи Ревуцького, з такими музикантами і композиторами, як Богдана Фроляк, Алла Загайкевич, Йожеф Ермінь, Ярослав Мигаль, Клаус Куґель і Пятрас Вішняускас.

## Коротка характеристика творчості
«Спів — це зусилля переходу через прірву. Береш біль у руки і йдеш. І цим кажеш: „Таке можливе“. І цим зцілюєш світ».
Ось так Половинка висловила своє кредо. Ці слова стосуються всієї її творчості — і вокальної, і акторської. Кожна її робота вражає внутрішньою напругою й гострим драматизмом — на грані можливого. Завдяки цій особливості глядач чи слухач сприймає твір всім собою, у його глибинній суті.
Наталя Половинка — одна з небагатьох у світі виконавиць традиційного співу як такого в усіх його жанрах: давні духовні наспіви України, канти, псалми, українські народні пісні, український класичний романс — і разом з тим є виконавицею імпровізаційної та класичної музики.
Учнем співочої школи Наталії Половинки і режисера Сергія Ковалевича є український співак Юрій Йосифович.

## Відеоматеріали
- Майстер-клас Г. Гладія за «Страшною помстою» М. Гоголя, 1998
- РАСА, «Забіліли сніжки»

## Дискографія

### Альбоми
- «Homo Ludens» (2001)
- «Ірмос» (2003)
- «День перший» (2005)
- «Пісні вітру» (2008)
- «У неділю рано», саундтрек до вистави (2009)
- «Світоявлення. Давні духовні напіви Різдва — Богоявління» 2011
- «Пасха Красеная. Давні духовні напіви Великого Посту та Великодня» 2013

### DVD
- «У неділю рано», фраґменти вистави, фільм (2009)

## Фільмографія
- «Ірмос», режисер Сергій Цимбал (документальний)
- «Повернення», режисер Сергій Цимбал (документальний)
- 2009 — «У неділю рано» (фраґменти вистави)
- 2013 — «Брати. Остання сповідь», режисер Вікторія Трофименко
- 2020 — «Мати Апостолів»

## Нагороди й номінації
- Національна премія України імені Тараса Шевченка — за виконання ролей у виставах за творами Григорія Сковороди, Платона і Василя Стуса (2006)
- Театральний діяч року (2004)
- Заслужена артистка України (2020)[4]

| Нагорода                                           | Рік  | Категорія                                                           | Робота                 | Результат |
| -------------------------------------------------- | ---- | ------------------------------------------------------------------- | ---------------------- | --------- |
| Національна премія кінокритиків «Кіноколо»         | 2018 | Найкраща акторка                                                    | Тера                   | Номінація |
| Національна премія кінокритиків «Кіноколо»         | 2021 | Найкраща акторка                                                    | Мати Апостолів         | Номінація |
| New York Film Week (США)                           | 2021 | Найкраща акторка                                                    | Мати Апостолів         | Перемога  |
| International Filmmaker Festival of New York (США) | 2021 | Найкраща жіноча роль                                                | Мати Апостолів         | Перемога  |
| Ontario International Film Festival (Канада)       | 2021 | Найкраща жіноча роль                                                | Мати Апостолів         | Перемога  |
| Terni Film Festival (Італія)                       | 2021 | Найкраща жіноча роль                                                | Мати Апостолів         | Перемога  |
| Міжнародний кінофестиваль «Кіно і ТИ»              | 2021 | Найкраща жіноча роль                                                | Мати Апостолів         | Перемога  |
| Paris Film Awards (Франція)                        | 2022 | Почесне згадування: Найкраща акторка                                | Мати Апостолів         | Перемога  |
| Silk Road Film Awards Cannes (Франція)             | 2022 | March Award за найкращу жіночу роль                                 | Мати Апостолів         | Перемога  |
| Фестиваль незалежного кіно в Каннах (Франція)      | 2022 | Найкраща акторська робота                                           | Мати Апостолів         | Перемога  |
| Five Continents International Film Festival        | 2022 | Найкраща кіноакторка                                                | Мати Апостолів         | Перемога  |
| Московський міжнародний кінофестиваль              | 2014 | Приз «Срібний Георгій» за найкращу жіночу роль                      | Брати. Остання сповідь | Перемога  |
| Фестиваль «Херсонеські ігри» (Севастополь)         | 2001 | Найкраща акторка                                                    | Апокрифи               | Перемога  |
| Фестиваль «Боспорські агони» (Керч)                | 2001 | Найкраща акторка                                                    | Апокрифи               | Перемога  |
| Премія НСТДУ                                       | 2003 | Премія імені Віри Левицької                                         | Н/Д                    | Перемога  |
| Премія НСТДУ                                       | 2019 | Премія за найкраще сценічне відтворення надбань українського народу | Н/Д                    | Перемога  |